# 喜多麗子
喜多 麗子（きた れいこ）は、日本のドラマプロデューサー。

## 人物
フジテレビジョン所属時に数々のドラマなどを制作。現在はWOWOWドラマ制作部のチーフプロデューサー。
脚本家・小説家の野沢尚とは7作品の連続ドラマを制作した。野沢が2004年に自殺した際には葬儀を取り仕切った。

## 作品

### 記録
- 東京ラブストーリー（1991年1～3月、月9枠） - 脚本：坂元裕二

### プロデューサー

#### プロデュース補
- 101回目のプロポーズ（1991年7～9月、月9枠） -  脚本：野島伸司
- 新春ドラマSP 家族の食卓～進級テスト（1992年1月3日） - 脚本：大石静
- ハイレグクィーンロマンス ピットに賭ける恋!（1991年9月23日）
- 愛という名のもとに（1992年1～3月、木10枠） - 脚本：野島伸司
- 親愛なる者へ （1992年7～9月、木10枠） - 脚本：野沢尚
- 二十歳の約束（1992年10～12月、月9枠） - 脚本：坂元裕二

#### プロデュース（一部抜粋）
- 新春ドラマSP 家族の食卓～天使の梯子 (1993年1月3日） - 原作：柴門ふみ、共同プロデュース：大多亮
- ボクたちのドラマシリーズ お願いダーリン!（1993年2～3月） - 共同プロデュース：大多亮
- 素晴らしきかな人生（1993年7～9月、木10枠） - 脚本：野沢尚、共同プロデュース：大多亮
- この愛に生きて （1994年7～9月、木10枠） - 脚本：野沢尚
- 最高の片想い（1995年1～3月、水9枠）
- 恋人よ（1995年10～12月、木10枠） - 脚本：野沢尚
- WITH LOVE（1998年4～6月、火9枠） - 脚本：伴一彦
- 眠れる森（1998年10～12月、木10枠） - 脚本：野沢尚
- 氷の世界（1999年10～12月、月9枠） - 脚本：野沢尚
- 倉本聰脚本ドラマSP　町（2000年） - 脚本：倉本聰、演出：杉田成道
- 水曜日の情事（2001年10～12月、水9枠） - 脚本：野沢尚
- FNS27時間テレビSPドラマ 東京物語 （2002年7月） - 原案：小津安二郎
- 薔薇の十字架（2002年10～12月、木10枠） - 脚本：浅野妙子
- 特別企画ドラマ フジ子・ヘミングの軌跡（2003年） - 演出：若松節朗
- 3夜連続特別ドラマ 女の一代記シリーズ　第2夜・越路吹雪 ～愛の生涯（2005年） - 演出：永山耕三
- 小早川伸木の恋（2006年1～3月、木10枠） - 原作：柴門ふみ
- VFX時代劇「しゃばけ」シリーズ第1弾　しゃばけ（2007年11月） - 原作：畠中恵
- まだ見ぬ父へ、母へ・魂で歌う青い海〜全盲のテノール歌手・新垣勉の軌跡（2007年12月）
- VFX時代劇「しゃばけ」シリーズ第2弾　うそうそ（2008年11月）- 原作：畠中恵
- 松本清張生誕100年記念ドラマ・駅路（2009年） - 原作：松本清張、脚本：向田邦子、演出：杉田成道
- 誰かが嘘をついている（2009年）
- 2夜連続 松本清張スペシャル・球形の荒野（2010年） - 原作：松本清張、脚本：君塚良一

以下、WOWOW放送作品
- ドラマW 尋ね人（2012年11月）WOWOW無料放送 - 原作：谷村志穂
- 連続ドラマW
  - ソドムの林檎〜ロトを殺した娘たち（2013年3月～4月） - 監督：廣木隆一
  - 鍵のない夢を見る（2013年9月1日～29日） - 原作：辻村深月
  - 天使のナイフ（2015年2月～3月） - 原作：薬丸岳
  - 闇の伴走者（2015年4月～5月） - 原作：長崎尚志、監督：三木孝浩
  - 闇の伴走者〜編集長の条件（2018年3月～4月） - 原作：長崎尚志、監督：三木孝浩

#### 企画
- 特別企画ドラマ フジ子・ヘミングの軌跡（2003年）
- 3夜連続特別ドラマ 女の一代記シリーズ　第1夜・瀬戸内寂聴　第2夜・越路吹雪　第3夜・杉村春子（2005年、3夜とも）

#### 映画（一部抜粋）
- 東宝映画 ベル・エポック（1998年）
- 東宝映画 大河の一滴（2001年） - 共同プロデュース： 見城徹
- 東映オムニバス映画 つんくFILMS 東京★ざんすっ（2001年公開） - 制作総指揮：つんく♂ 監督：陣内孝則、松尾貴史、日比野克彦、ケリー・チャン、野沢直子、山岸伸他

#### 著書
- フジ子・ヘミング 真実の軌跡～ドラマでは描かれなかった物語 - 角川書店刊（2004年）

#### コンサート
- CHAGE and ASKA CONCERT TOUR2004 - OPENING MOVIEプロデュース